# Adriano Correia
Adriano Correia Claro (Curitiba, Paraná, 26 de octubre de 1984) es un exfutbolista brasileño que jugaba como defensa. Jugó la mayor parte de su carrera entre el Sevilla F. C. desde 2004 hasta 2010, y el F. C. Barcelona, desde 2010 hasta 2016. Su último equipo fue el K. A. S. Eupen.

## Trayectoria

### Comienzos
Nació en la ciudad brasileña de Curitiba, donde empezó a jugar desde muy joven. Con 8 años, su padre, Athaide, le animó a intentar jugar con su pierna izquierda tras sufrir una lesión en su pierna derecha.
Su primer equipo profesional fue el Coritiba Foot Ball Club, en el que debutó antes de cumplir los 18 años.

### Etapa en España
En enero de 2005 llegó al Sevilla F. C., club de la Primera División de España, a mitad de temporada en el mercado invernal con el fin de reforzar la banda izquierda. Con el club hispalense disputó más de 200 partidos en los que marcó 19 goles. Consiguió 2 Copas del Rey, 1 Supercopa de España, 1 Supercopa de Europa y 2 Copas de la UEFA consecutivas.

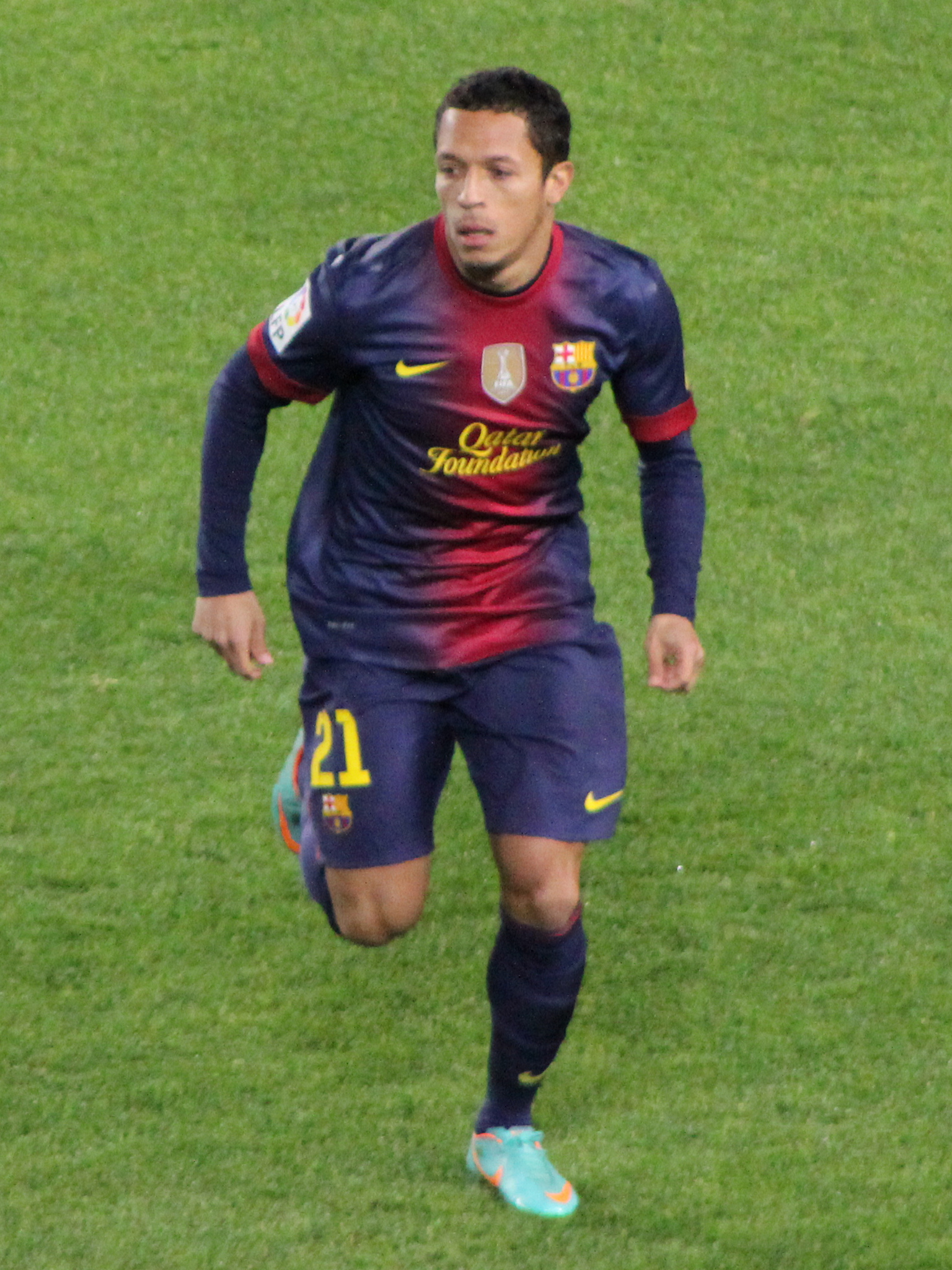
Adriano jugando un partido con el F. C. Barcelona en 2012.

Tras su exitosa estancia de casi 6 años en el club de Nervión, el 16 de julio de 2010 se hizo oficial su fichaje por el F. C. Barcelona por 9,5 millones de euros, uniéndose así a sus compatriotas Daniel Alves y Maxwell. Llevó el dorsal 21 que dejó Dmytro Chygrynskiy tras su regreso al F. C. Shakhtar Donetsk ucraniano, y venía para reforzar la banda izquierda. El 2 de febrero de 2011 marcó su primer gol con el F. C. Barcelona, en el encuentro de vuelta de las semifinales de la Copa del Rey, ante la U. D. Almería, partido que terminaría por 3 a 0 a favor del conjunto catalán. Al final de la temporada, el Barcelona consiguió dos títulos que aún no tenía: la Liga y la Liga de Campeones.
El 14 de agosto de 2011 fue titular en el partido de ida de la Supercopa de España, partido que terminaría 2-2. Tres días después, el 17 de agosto de 2011, se proclamó campeón de la Supercopa de España de Fútbol 2011; entró como sustituto jugando una posición habitual para Adriano, la de extremo izquierdo, sino fuera porque se adelantó hasta colocarse de delantero izquierdo, que dio resultado, ya que asistió, desde la banda derecha, la jugada para que Lionel Messi anotara el gol definitivo para la victoria 3-2 y para convertirse en campeones. El 2 de octubre marcó su primer gol en la Liga con el Barcelona frente al Sporting de Gijón. El 15 de diciembre consiguió marcar por primera vez dos goles en un mismo partido, frente al Al-Sadd en el Mundial de Clubes.
En verano de 2012 se comentó que pudo abandonar el club azulgrana tras imaginarse que no iba a contar en exceso para la temporada tras el fichaje de Jordi Alba, procedente del Valencia C. F., por 14 millones. Aun así, se quedó y consiguió entrar en las rotaciones con el jugador catalán, llegándole a quitar el puesto y haciéndose titular. Marcó un gol desde fuera del área con su pierna derecha para decidir el partido ante el Valencia C. F. (1-0). Jugó los noventa minutos en el empate por 2-2 ante el Real Madrid C. F. ocupando la posición de defensa central. Volvió a anotar un gol contra el Atlético de Madrid, que inició la remontada de su equipo, siendo además uno de los jugadores más destacados del equipo y convirtiéndose en el defensa más goleador de la liga hasta ese momento, con 5 goles.
El 22 de mayo de 2013 se anunció su renovación con hasta 2017.

### Turquía y vuelta a Brasil
El 24 de julio de 2016 se desvinculó del F. C. Barcelona y fichó por el Beşiktaş J. K. de la Superliga de Turquía por una cantidad de 600 000 euros.
Tras tres temporadas en el equipo turco, en julio de 2019 regresó a Brasil para jugar con el Athletico Paranaense. Allí estuvo poco más de un año, ya que el 7 de agosto de 2020 ambas partes acordaron rescindir su contrato. Cinco días después volvió al fútbol europeo después de firmar con el K. A. S. Eupen hasta el 30 de junio de 2021.
Tras dejar el equipo belga permaneció sin equipo y, si bien no anunció su retirada, en noviembre de 2024 se estrenó con el equipo de leyendas del F. C. Barcelona.

## Selección nacional
Debutó con la selección de Brasil el 13 de julio de 2003, en el primer partido de la fase de grupos de Copa de Oro de la Concacaf 2003, en donde perdería 1 a 0 frente a la selección de México, en dicho certamen, saldría subcampeón tras perder la final nuevamente 1 a 0 contra México.
Participó con la selección de Brasil sub-20 en la Copa Mundial de Fútbol Sub-20 de 2003 en Emiratos Árabes Unidos, consiguiendo finalmente el título tras vencer a la selección de España sub-20 en la final por 1 a 0.
En 2004 formó parte de la selección de Brasil que ganó la Copa América 2004, celebrada ese año en Perú.
En total, ha jugado 17 partidos internacionales, en los que no ha marcado ningún gol.

## Estadísticas

### Clubes
| Club                          | Div.          | Temporada     | Liga  | Liga  | Estatal | Estatal | Copa  | Copa  | Continental | Continental | Total | Total |
| Club                          | Div.          | Temporada     | Part. | Goles | Part.   | Goles   | Part. | Goles | Part.       | Goles       | Part. | Goles |
| ----------------------------- | ------------- | ------------- | ----- | ----- | ------- | ------- | ----- | ----- | ----------- | ----------- | ----- | ----- |
| Coritiba F. B. C. · Brasil    | 1.ª           | 2002          | 23    | 0     | —       | —       | —     | —     | —           | —           | 23    | 0     |
| Coritiba F. B. C. · Brasil    | 1.ª           | 2003          | 30    | 0     | —       | —       | 1     | 0     | —           | —           | 31    | 0     |
| Coritiba F. B. C. · Brasil    | 1.ª           | 2004          | 27    | 2     | —       | —       | —     | —     | 8           | 1           | 35    | 3     |
| Coritiba F. B. C. · Brasil    | Total club    | Total club    | 80    | 2     | 0       | 0       | 1     | 0     | 8           | 1           | 89    | 3     |
| Sevilla F. C. · España        | 1.ª           | 2004-05       | 16    | 2     | —       | —       | 0     | 0     | 4           | 1           | 20    | 3     |
| Sevilla F. C. · España        | 1.ª           | 2005-06       | 32    | 3     | —       | —       | 2     | 0     | 14          | 3           | 48    | 6     |
| Sevilla F. C. · España        | 1.ª           | 2006-07       | 26    | 2     | —       | —       | 3     | 0     | 12          | 1           | 41    | 3     |
| Sevilla F. C. · España        | 1.ª           | 2007-08       | 27    | 1     | —       | —       | 4     | 0     | 6           | 0           | 37    | 1     |
| Sevilla F. C. · España        | 1.ª           | 2008-09       | 29    | 2     | —       | —       | 7     | 1     | 5           | 1           | 41    | 4     |
| Sevilla F. C. · España        | 1.ª           | 2009-10       | 27    | 0     | —       | —       | 5     | 0     | 4           | 1           | 36    | 1     |
| Sevilla F. C. · España        | Total club    | Total club    | 157   | 10    | 0       | 0       | 21    | 1     | 45          | 7           | 223   | 18    |
| F. C. Barcelona · España      | 1.ª           | 2010-11       | 15    | 0     | —       | —       | 10    | 1     | 6           | 0           | 31    | 1     |
| F. C. Barcelona · España      | 1.ª           | 2011-12       | 26    | 1     | —       | —       | 5     | 0     | 9           | 2           | 40    | 3     |
| F. C. Barcelona · España      | 1.ª           | 2012-13       | 23    | 5     | —       | —       | 5     | 1     | 6           | 0           | 34    | 6     |
| F. C. Barcelona · España      | 1.ª           | 2013-14       | 26    | 3     | —       | —       | 7     | 1     | 5           | 0           | 38    | 4     |
| F. C. Barcelona · España      | 1.ª           | 2014-15       | 16    | 0     | —       | —       | 4     | 2     | 7           | 0           | 27    | 2     |
| F. C. Barcelona · España      | 1.ª           | 2015-16       | 8     | 0     | —       | —       | 7     | 0     | 4           | 1           | 19    | 1     |
| F. C. Barcelona · España      | Total club    | Total club    | 114   | 9     | 0       | 0       | 38    | 5     | 37          | 3           | 189   | 17    |
| Beşiktaş J. K. Turquía        | 1.ª           | 2016-17       | 31    | 1     | —       | —       | 4     | 0     | 10          | 1           | 45    | 2     |
| Beşiktaş J. K. Turquía        | 1.ª           | 2017-18       | 25    | 2     | —       | —       | 6     | 0     | 6           | 0           | 37    | 2     |
| Beşiktaş J. K. Turquía        | 1.ª           | 2018-19       | 22    | 0     | —       | —       | —     | —     | 7           | 0           | 29    | 0     |
| Beşiktaş J. K. Turquía        | Total club    | Total club    | 78    | 3     | 0       | 0       | 10    | 0     | 23          | 1           | 111   | 4     |
| Athletico Paranaense · Brasil | 1.ª           | 2019          | 11    | 1     | —       | —       | —     | —     | —           | —           | 11    | 1     |
| Athletico Paranaense · Brasil | 1.ª           | 2020          | 0     | 0     | 4       | 0       | 0     | 0     | 2           | 0           | 6     | 0     |
| Athletico Paranaense · Brasil | Total club    | Total club    | 11    | 1     | 4       | 0       | 0     | 0     | 2           | 0           | 17    | 1     |
| K. A. S. Eupen · Bélgica      | 1.ª           | 2020-21       | 24    | 0     | —       | —       | 2     | 0     | —           | —           | 26    | 0     |
| K. A. S. Eupen · Bélgica      | Total club    | Total club    | 24    | 0     | 0       | 0       | 2     | 0     | 0           | 0           | 26    | 0     |
| Total carrera                 | Total carrera | Total carrera | 464   | 25    | 4       | 0       | 72    | 6     | 115         | 12          | 655   | 43    |
| 1. 2.                         |               |               |       |       |         |         |       |       |             |             |       |       |

### Selección
| Selección                                                                                             | Temporada     | Amistosos | Amistosos | Sudamérica(1) | Sudamérica(1) | Mundial(2) | Mundial(2) | Total | Total |
| Selección                                                                                             | Temporada     | Part.     | Goles     | Part.         | Goles         | Part.      | Goles      | Part. | Goles |
| --- | ------------- | --------- | --------- | ------------- | ------------- | ---------- | ---------- | ----- | ----- |
| Absoluta · Brasil                                                                                     | 2003          | —         | —         | 5             | 0             | —          | —          | 5     | 0     |
| Absoluta · Brasil                                                                                     | 2004          | 1         | 0         | —             | —             | —          | —          | 1     | 0     |
| Absoluta · Brasil                                                                                     | 2005          | —         | —         | —             | —             | —          | —          | 0     | 0     |
| Absoluta · Brasil                                                                                     | 2006          | 2         | 0         | —             | —             | —          | —          | 2     | 0     |
| Absoluta · Brasil                                                                                     | 2007          | —         | —         | —             | —             | —          | —          | 0     | 0     |
| Absoluta · Brasil                                                                                     | 2008          | —         | —         | —             | —             | —          | —          | 0     | 0     |
| Absoluta · Brasil                                                                                     | 2009          | —         | —         | —             | —             | —          | —          | 0     | 0     |
| Absoluta · Brasil                                                                                     | 2010          | 1         | 0         | —             | —             | —          | —          | 1     | 0     |
| Absoluta · Brasil                                                                                     | 2011          | 4         | 0         | —             | —             | —          | —          | 4     | 0     |
| Absoluta · Brasil                                                                                     | 2012          | 3         | 0         | —             | —             | —          | —          | 3     | 0     |
| Absoluta · Brasil                                                                                     | 2013          | 1         | 0         | —             | —             | —          | —          | 1     | 0     |
| Total carrera                                                                                         | Total carrera | 12        | 0         | 5             | 0             | 0          | 0          | 17    | 0     |
| (1) Incluye datos de la Copa América.(2) Incluye datos de la Copa Mundial y procesos clasificatorios. |               |           |           |               |               |            |            |       |       |

## Palmarés

### Títulos nacionales
| Título                     | Club            | País    | Año  |
| -------------------------- | --------------- | ------- | ---- |
| Copa del Rey               | Sevilla F. C.   | España  | 2007 |
| Supercopa de España        | Sevilla F. C.   | España  | 2007 |
| Copa del Rey               | Sevilla F. C.   | España  | 2010 |
| Supercopa de España        | F. C. Barcelona | España  | 2010 |
| Primera División de España | F. C. Barcelona | España  | 2011 |
| Supercopa de España        | F. C. Barcelona | España  | 2011 |
| Copa del Rey               | F. C. Barcelona | España  | 2012 |
| Primera División de España | F. C. Barcelona | España  | 2013 |
| Supercopa de España        | F. C. Barcelona | España  | 2013 |
| Primera División de España | F. C. Barcelona | España  | 2015 |
| Copa del Rey               | F. C. Barcelona | España  | 2015 |
| Primera División de España | F. C. Barcelona | España  | 2016 |
| Copa del Rey               | F. C. Barcelona | España  | 2016 |
| Superliga de Turquía       | Beşiktaş J. K.  | Turquía | 2017 |

### Títulos internacionales
| Título                       | Equipo (*)                 | Sede      | Año  |
| ---------------------------- | -------------------------- | --------- | ---- |
| Copa Mundial Sub-20          | Selección de Brasil sub-20 | EAU       | 2003 |
| Copa América                 | Selección de Brasil        | Perú      | 2004 |
| Copa de la UEFA              | Sevilla F. C.              | Eindhoven | 2006 |
| Supercopa de Europa          | Sevilla F. C.              | Mónaco    | 2006 |
| Copa de la UEFA              | Sevilla F. C.              | Glasgow   | 2007 |
| Liga de Campeones de la UEFA | F. C. Barcelona            | Londres   | 2011 |
| Supercopa de Europa          | F. C. Barcelona            | Mónaco    | 2011 |
| Copa Mundial de Clubes       | F. C. Barcelona            | Japón     | 2011 |
| Liga de Campeones de la UEFA | F. C. Barcelona            | Berlín    | 2015 |
| Supercopa de Europa          | F. C. Barcelona            | Tiflis    | 2015 |
| Copa Mundial de Clubes       | F. C. Barcelona            | Japón     | 2015 |

(*) Incluyendo la selección.

### Campeonatos regionales
| Título                | Club                | Estado | Año  |
| --------------------- | ------------------- | ------ | ---- |
| Campeonato Paranaense | Coritiba F. B. C.   | Paraná | 2003 |
| Campeonato Paranaense | Coritiba F. B. C.   | Paraná | 2004 |
| Campeonato Paranaense | Athletico Paranense | Paraná | 2020 |